# Lomlöss
Lomlöss (Craspedonirmus) är ett släkte av insekter som beskrevs av Thompson 1940. Lomlöss ingår i familjen fjäderlöss.
Släktet innehåller bara arten Craspedonirmus colymbinus.